# Frauen in der Volksrepublik China

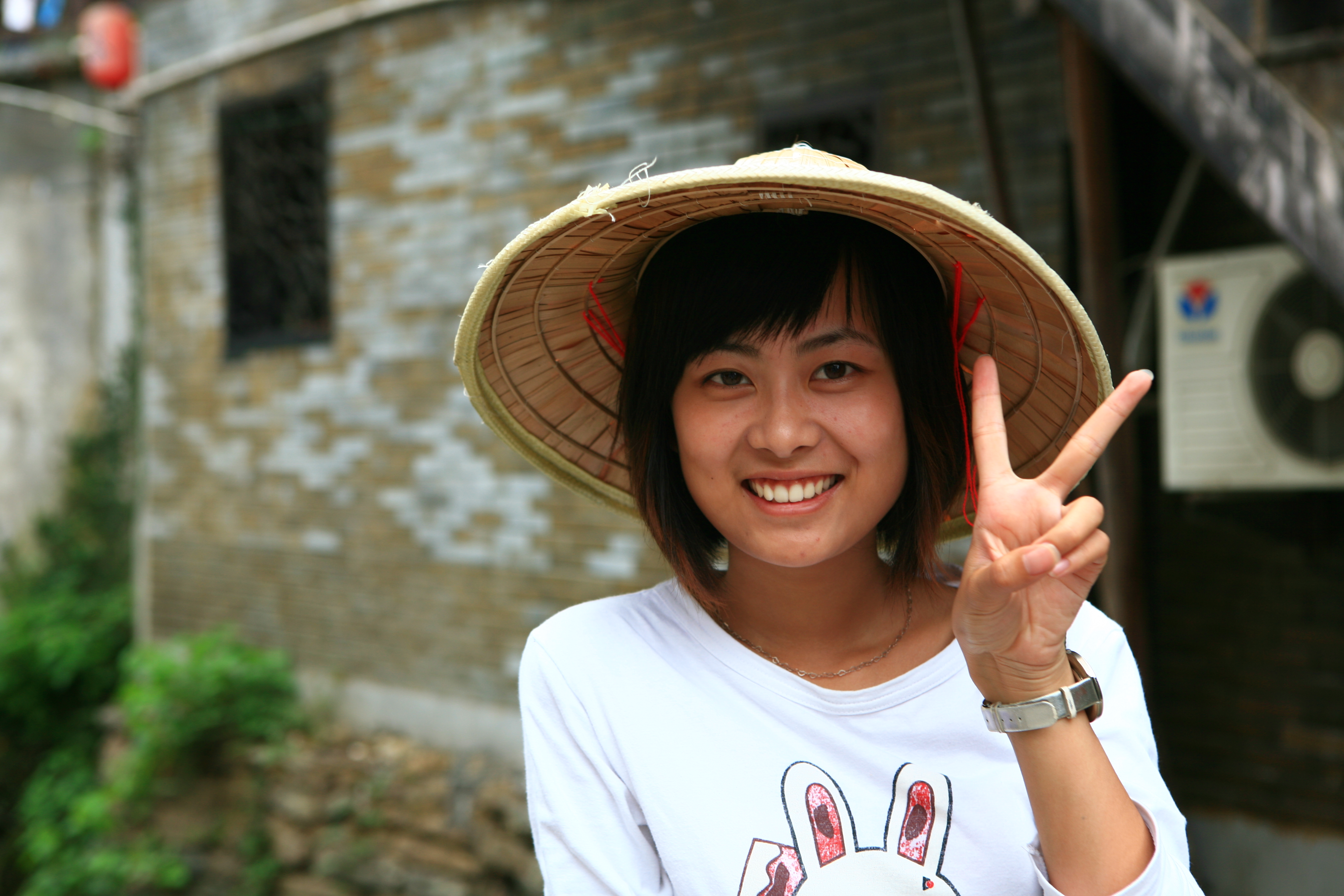
Eine Frau in der Provinz Jiangxi

Der Status der Frauen in der Volksrepublik China wurde mit der Errichtung der Volksrepublik China im Jahre 1949 und der Machtübernahme der Kommunistischen Partei Chinas unter Mao Zedong grundlegenden Änderungen unterworfen. Grundsätzlich fordert der Staat unter Bezugnahme auf Prinzipien des Marxismus, die Gleichberechtigung der Frau in der Arbeitswelt und ihre Beteiligung am politischen Leben so weit wie möglich voranzutreiben.

## Geschichte

### Einführung
Zum Verständnis der Entwicklung der Frauenrechte bedarf es zunächst eines Blicks auf die Stellung der Frauen im alten China. Im Wertesystem des traditionellen Konfuzianismus waren für Frauen keine Rechte vorgesehen, sie lebten unselbständig und waren unfrei. Sie durften nicht aus eigenem Willen heiraten, die Wahl des Ehepartners oblag der Familie. Sie durften sich auch nicht aus eigenem Willen von ihrem Mann trennen, Scheidungen wurden vom Ehemann und seiner Familie geregelt. Frauen hatten keinerlei Recht auf Besitz, auch die in die Ehe eingebrachte Mitgift ging in den Besitz der Familie des Ehemannes über. Zudem hatten sie kein Erbrecht und waren somit völlig schutzlos. Falls die Frau verwitwete, gelangte der Grund und Boden ihres Mannes in den Besitz seiner Familie zurück oder wurde auf den Namen des gemeinsamen Sohnes überschrieben, auch wenn er noch Säugling war. Eine Frau ohne Sohn galt als wertlos.
Eine Frau im traditionellen China hatte kein selbständiges Leben außerhalb der Familie. Solange sie im Haus ihrer Eltern lebte, gehörte sie zum Besitz ihres Vaters oder ihres älteren Bruders. Ihr Vater konnte sie als Zweitfrau, als Konkubine oder als Dienerin bzw. Sklavin im Dienst einer anderen Familie verkaufen. Mit ihrer Heirat wurde sie zum Besitz ihres Ehemanns, und auch er war frei sie zu verkaufen oder im Fall einer finanziellen Notlage sogar zu vermieten. Bis heute sind Eheschließungen in China in der Regel patrilokal, dies bedeutet, dass die Frau nach der Heirat zur Familie ihres Mannes zieht. Nach dem Tod ihres Mannes gelangte die Frau in den Besitz ihres ältesten Sohnes und hatte weiterhin keinerlei Freiheiten. Sie hatte keine Möglichkeit, den Kreis ihrer Familie zu verlassen, da im Wirtschafts- und Gesellschaftsleben außerhalb der Familie kein Platz für Frauen vorgesehen war. Im traditionellen China erhielten die Frauen keine geregelte Ausbildung, was bei ihnen zu einer sehr hohen Analphabetenquote führte. In einigen begüterten Familien lernten Frauen lesen und schreiben, jedoch nur zur Unterhaltung. In Häusern zur Unterhaltung vermögender Männer fanden sich manchmal gebildete Frauen, welche die Aufgabe hatten, der männlichen Kundschaft die Zeit zu vertreiben.

### Übergang
Der grundlegende strukturelle Wandel in der Stellung der chinesischen Frau ergab sich in Folge von zwei unterschiedlichen Entwicklungen: einerseits die Agrarreform am Ende der 1940er Jahre, andererseits das Ehegesetz aus dem Jahre 1950. Durch die Agrarreform erhielten Frauen ein Recht auf Grund und Boden, wodurch sich ihre Stellung in den Dörfern Chinas fundamental änderte und das Patriarchat beseitigt wurde. Das Ehegesetz verlieh den Frauen ein Recht auf freie Partnerwahl, auf Scheidung aus eigenem Willen sowie auf das Sorgerecht nach einer Scheidung. Am Ende der 1940er und zu Beginn der 1950er Jahre wurde die Reform durch Parteivertreter durchgeführt, die bei Bestandsaufnahmen in den Dörfern von den Bauern forderten, den Grundbesitz unter sich aufzuteilen. Witwen und unverheiratete Frauen, oder deren Männer im Kriegsdienst waren, wurden aufgefordert, ein Grundstück auszuwählen, dessen Ortslage anzugeben und zu präzisieren, auf welche Weise sie es zu bearbeiten dachten. So erhielten Frauen erstmals in der Geschichte Chinas nicht nur das Recht zur selbständigen Bearbeitung des Bodens, sondern auch ein Rederecht in der Öffentlichkeit.

### Entwicklung in der Volksrepublik China
Seit den 1950er Jahren gewannen die Frauen eine verstärkte Bedeutung im Wirtschaftsleben. Gleichzeitig bleiben jedoch gesellschaftliche Ungleichheiten bestehen. Die Ungleichheit beruht auf dem systemimmanenten Prinzip, wonach der Arbeitslohn von einer qualifizierten Behörde nach einem zehnstufigen Punktesystem festgelegt wird. Solange Frauen auf Feldarbeiten und die Tätigkeit als Hausfrauen und Mütter beschränkt blieben und der Wert ihrer Arbeit von Männern festgelegt wurde, konnten sie keine gleichwertige Arbeit wie Männer ausführen. In dieser Zeit erfüllten Frauen auf dem Dorf eine doppelte Beschäftigung: in der Landwirtschaft – oft in der Viehhaltung – gegen Bezahlung, und in der Hausarbeit – ohne Entgelt. Ein weiteres Problem in der Ungleichbehandlung der chinesischen Frau ergibt sich aus ihren Beteiligungsmöglichkeiten am politischen Leben. Frauen, die mit Feld- und Hausarbeiten beschäftigt sind, haben kaum Zeit, sich am politischen Leben zu beteiligen. Damit eine Frau an verschiedenen Sitzungen außer Haus teilnehmen kann, muss der Mann sich bereit erklären, in dieser Zeit für die Kinder zu sorgen. Auch für Frauen in Städten ergeben sich Probleme der fehlenden Gleichberechtigung, da sie für Arbeiten in der Industrie weniger Lohn als Männer erhalten, in engen Wohnungen leben und für die Pflege der Kinder oft auf die Hilfe ihrer Mütter angewiesen sind. In vielen Vorstellungsgesprächen werden Frauen gefragt, ob sie nach dem Berufseinstieg Kinder haben werden. Wenn sie mit ja beantworten, werden die Bewerbungsverfahren beeinträchtigt. Trotz aller Probleme ermutigt der Staat aus allgemeiner Perspektive heraus die Frauen, weiterhin zum gesellschaftlichen Fortschritt beizusteuern und sich am gesellschaftlichen Leben zu beteiligen.
Die Beteiligung der chinesischen Frau am öffentlichen Leben, am Wirtschaftsleben und ihre Stellung innerhalb der Familie haben sich seit 1949 im Rahmen der gesellschaftlichen Umwälzungen wesentlich verändert. Eine vollständige Gleichberechtigung der Frau wurde in den folgenden 30 Jahren kaum erreicht, zweifellos kam es jedoch zu bedeutenden Entwicklungen ihrer gesellschaftlichen Stellung. Diese Änderungen beruhen auf der offiziellen Anschauung der Kommunistischen Partei Chinas, wonach kein gesellschaftlicher Fortschritt ohne Änderungen des Status der Frau möglich ist, und dass deshalb zur Modernisierung Chinas ein Grundsatzprogramm nach den Prinzipien des Marxismus erforderlich ist. Dieses Programm beruht insbesondere auf den Theorien von Engels, der sich zur Befreiung der Frau grundlegend geäußert hat.